# Leif Å. Larsson
Leif Åke Larsson, född 9 april 1953, är en svensk målare. 
Leif Å. Larsson utbildade sig på Sunderby folkhögskola 1988–1992. Han arbetar med oljemålningar och akrylmålningar, och också med pyrografi (glödpenna på plywood).  Han har också själv varit lärare på Sunderby folkhögskola.
Han hade sin första separatutställning på Rånebygdens konstförening 1992. Han bor och arbetar i Orrbyn i Luleå kommun.

## Offentliga verk i urval
- Oljemålning, 2012, Råneå Vårdcentral i Råneå
- Entréer inomhus och utomhus i två hyreshus (akrylmålningar respektive emaljmålningar), 2007, Östra Skolgatan i Arvidsjaur
- Oljemålning och teckningar, 2017, Hotell Vistet, Sunderby sjukhus i Södra Sunderbyn